# Ilona Maher
Ilona Maher   (Burlington, 12 d'agost de 1996) és una jugadora de rugbi estatunidenca. Va debutar amb la selecció femenina de rugbi dels Estats Units contra la selecció del Japó el 2018, i més endavant va representar els Estats Units en rugbi a 7 als Jocs Olímpics d'Estiu de 2020 a Tòquio i va guanyar una medalla de bronze als Jocs Olímpics d'Estiu de 2024 a París.

## Trajectòria
Ilona Maher va practicar esports des de petita, inclòs el softbol a la Little League. Va assistir a l'escola secundària de Burlington i després a la Universitat de Norwich durant un any abans de traslladar-se a la Universitat Quinnipiac, on es va graduar el 2018 amb una llicenciatura en Infermeria.
Maher va començar a jugar a rugbi al South Burlington School Rugby Football Club als 17 anys. Anteriorment havia jugat a hoquei herba, bàsquet i softbol a l'institut, però el seu pare, que jugava al Saint Michael's College, la va animar a provar el rugbi. Maher va jugar a rugbi durant el seu primer i únic any a la Universitat de Norwich. Després va ser reclutada per unir-se als Quinnipiac Bobcats, on va guanyar tres campionats de la National Intercollegiate Rugby Association (NIRA). Va ser nomenada a l'equip NIRA All-American durant els tres anys i el 2017 va rebre el premi MA Sorensen, atorgat a la millor jugadora de rugbi del país. Va tornar a ser nominada per al premi el 2018 després de la seva temporada sènior, i va ser nomenada la jugadora més destacada als campionats NIRA d'aquell any.
El 2022 va fer una conferència TED i ha utilitzat el seu TikTok per a defensar la positivitat corporal i promocionar l'esport femení. L'agost de 2024, va posar en banyador per a la portada de Sports Illustrated. El setembre de 2024 es va anunciar que seria una de les celebritats que competirien a la temporada 33 de Dancing with the Stars.